# Zăpadă, Ceai și Dragoste
Zăpadă, Ceai și Dragoste este un film SF de comedie din 2020 regizat de Cătălin Bugean după un scenariu de Andreas Petrescu. În rolurile principale au interpretat actorii Liviu Vârciu, Levent Sali, Angel Popescu. În alte roluri au apărut Dorian Popa, Alex Velea, Alina Pușcaș, Cristian Iacob, Carmen Tănase, Cosmin Seleși, Florin Busuioc, Monica Anghel, Pepe, Paula Chirilă și Sorin Bontea. Directorul de imagine a fost Dănuț Pădure, sunetul a fost realizat de Sorin Neagu, muzica de B1G BOYZ, iar producători asociați ai filmului au fost Liviu Vârciu, Tiberiu Ioan, Zoran Cărmăzan și Cătălin Bugean.
Este produs de Zolit Film și distribuit in Romania de Vertical Entertainment. În România a avut premiera la 10 septembrie 2021.

## Rezumat
Trei prieteni, din cauza unei situații mai puțin norocoase, ajung la închisoare. Acolo plănuiesc să evadeze și cu ajutorul unui mafiot local reușesc să scape doar pentru a pregăti următorul jaf. 
Dar o poțiune cu consecințe foarte ciudate le cade în mâini și totul se complică. De asemenea, în joc este un diamant gigant evaluat la 20 de milioane de dolari americani.

## Distribuție
- Alecsandra Timofte Revnic
- Alex Velea
- Alina Pușcău
- Anca Dinicu
- Andreas Petrescu
- Angel Popescu
- Carmen Tănase
- Cătălin Bugean
- Cosmin Seleși
- Cristian Iacob ca Marian
- Dan Negru
- Dorian Popa
- Dragos Dumitru
- Florin Busuioc
- Ioana Mihail Tiberiu
- Iuliana Luciu
- Levent Sali ca Ceai
- Liviu Vârciu ca Dragoste
- Marin Barbu
- Monica Anghel
- Paula Chirilă
- Raluka
- Sergiu Costache
- Sorin Bontea